# 신돌석 장군 생가지
신돌석 장군 생가지(申乭石 將軍 生家址)는 대한민국 경상북도 영덕군 축산면 도곡리에 있는, 신돌석(1878∼1908) 장군이 태어난 곳이다. 1993년 2월 25일 경상북도의 기념물 제87호로 지정되었다.

## 개요
신돌석(1878∼1908) 장군이 태어난 곳이다.
평민출신의 의병장으로는 가장 먼저 군사를 모아 막강한 의병세력으로 성장하여 1896∼1908년 영덕, 영양, 울진 등의 여러 전투에서 일본군을 섬멸하여 독립의병사에 길이 남을 혁혁한 전공을 세웠다.
원래 있던 생가는 일본 관헌들이 우리 민족의 독립의지를 꺾기 위한 정략적 차원에서 불에 태워 없앴고, 지금 있는 집은 1995년 복원한 것이다.
앞면 4칸·옆면 1칸 규모의 一자형 건물로, 지붕은 옆면에서 볼 때 사람 인(人)자 모양을 한 맞배지붕으로 꾸몄다.

## 교통편
- 동해선 영해역

## 같이 보기
- 신돌석

## 참고 문헌
- 신돌석장군생가지 - 국가유산청 국가유산포털